# 蔡宗兗
蔡宗兗（1474年—？），字希淵，又说字希颜，號我斋，浙江山陰人。明朝官員、學者。是王守仁最早的入室弟子之一，和徐爱、朱节被王守仁称作三子。

## 生平
正德二年（1507年）丁卯科浙江乡试第十名举人，正德十二年（1517年）丁丑科會試二百十二名，廷试三甲十三名進士，工部观政，授興化府學教授，孤介不为当道所喜，辄弃去。已而敎授莆田，移敎南康，升國子監丞，改南京吏部考功司主事，官至四川提學僉事，养病回籍。林见素谓希渊中有馀养，故能壁立千仭。
蔡宗兖曾任白鹿洞書院山長，他與王守仁為同鄉，一日王守仁在廬山遊玩，宗兗邀請王守仁到白鹿洞書院講學。

## 评价
王守仁曾评价：“徐生之温恭，蔡生之沉潜，朱生之明敏，皆我所不逮。”（《明史·儒林列传》）

## 著作
《我斋寓莆集》十卷、《我斋寓莆手简》一卷。

## 家族
曾祖蔡國華。祖父蔡睦。父蔡集。母张氏，継母趙氏。慈侍下。